# Soyouz TMA-16
Soyouz TMA-16 est une mission spatiale commencée le 30 septembre 2009. Elle a assuré le transport de deux membres de l'équipage de l'Expédition 21 à la Station spatiale internationale. TMA-16 est le 103e vol d'un vaisseau spatial Soyouz.

## Équipage
- Commandant : Maxime Souraïev (1),  Russie
- Ingénieur de vol : Jeffrey Williams (3),  États-Unis
- Touriste spatial : Guy Laliberté (1),  Canada

Le chiffre entre parenthèses indique le nombre de vols spatiaux effectués par l'astronaute, Soyouz TMA-16 inclus.
Équipage de remplacement
- Commandant : Aleksandr Skvortsov,  Russie
- Ingénieur de vol : Shannon Walker,  États-Unis
- Touriste spatial : Barbara Barrett,  États-Unis

## Galerie

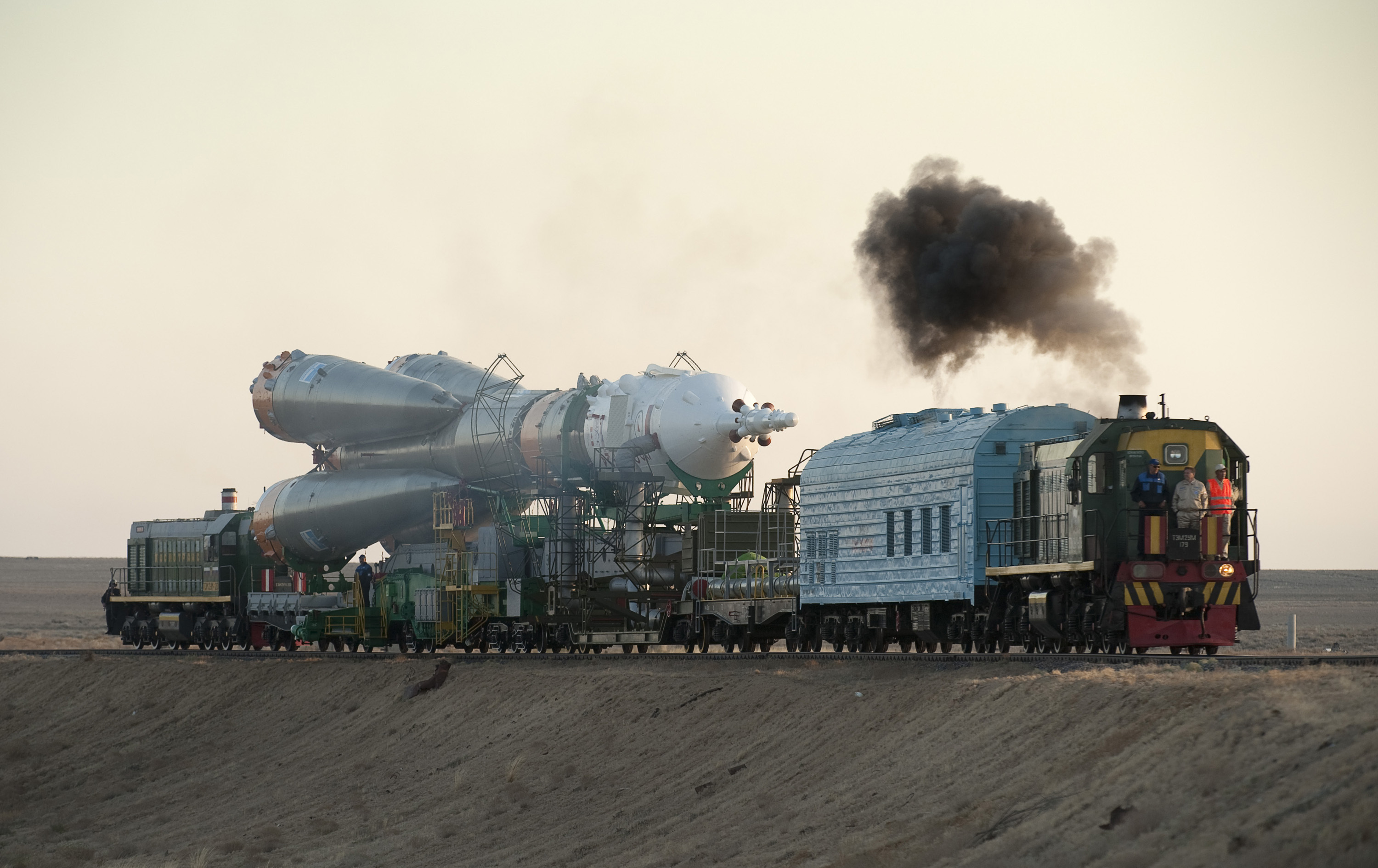
Transport de Soyouz ТМА-16 vers le pas de tir.
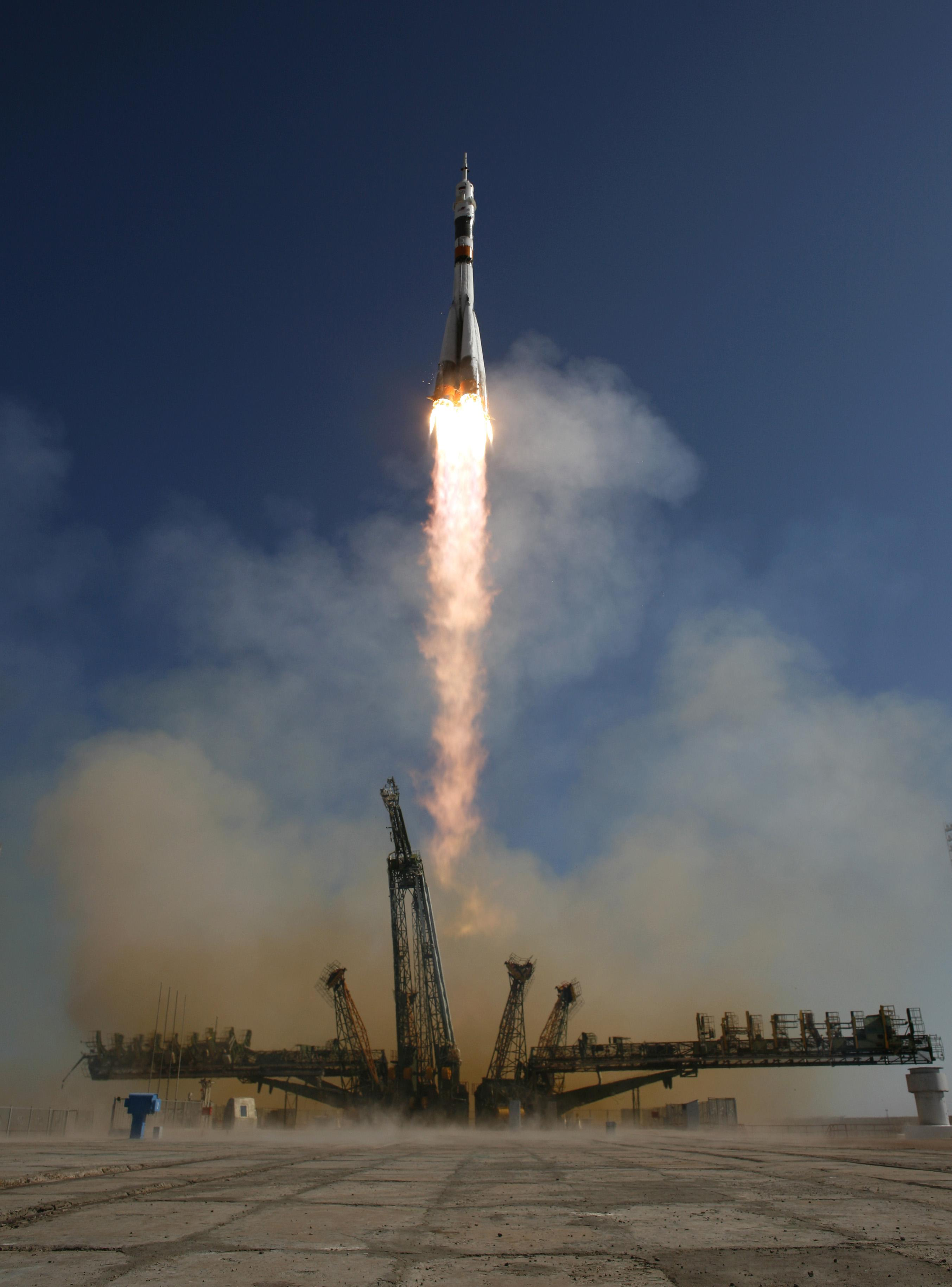
Décollage de Soyouz TMA-16.
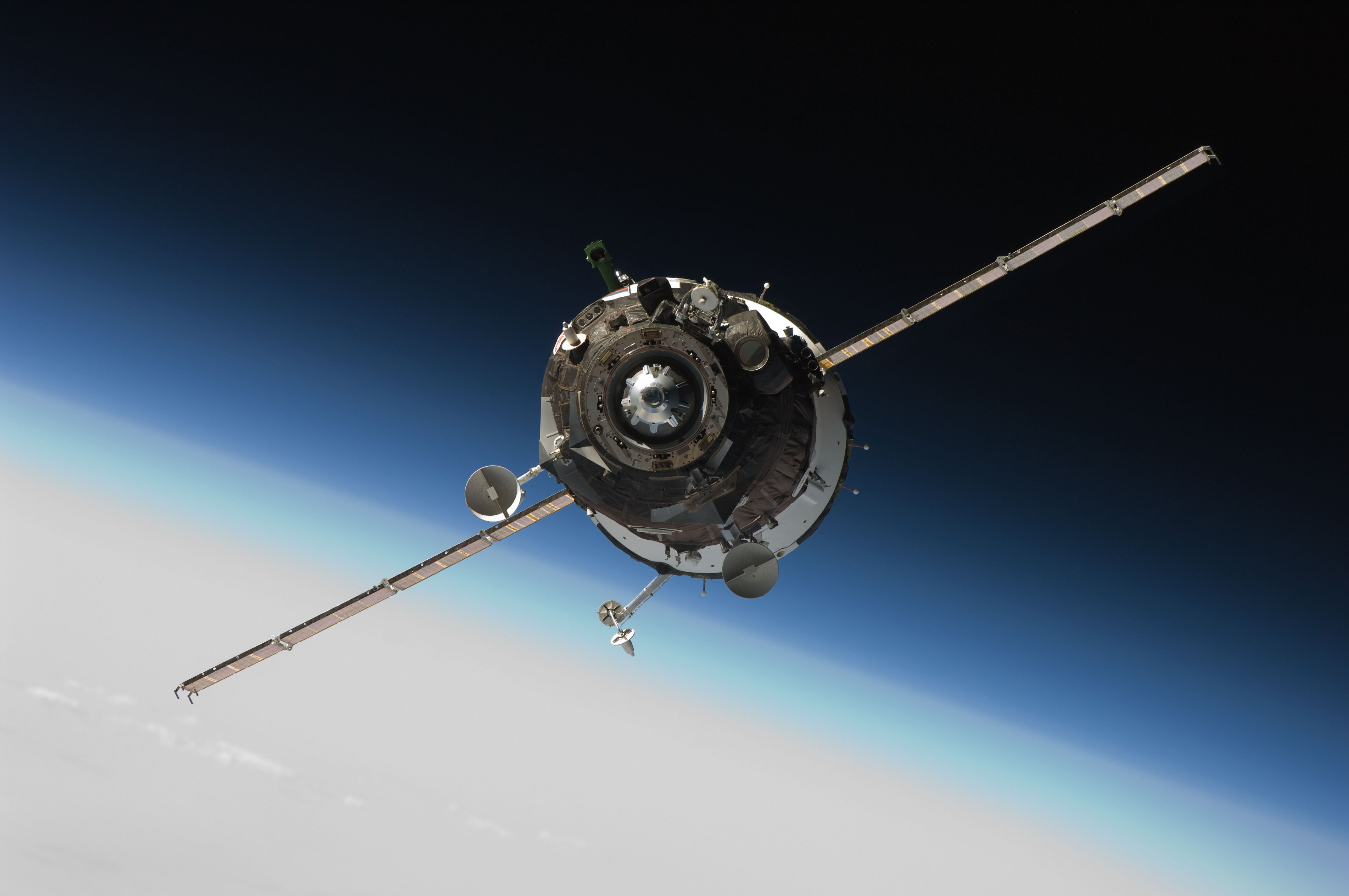
TMA-16 à l'approche de l'ISS.
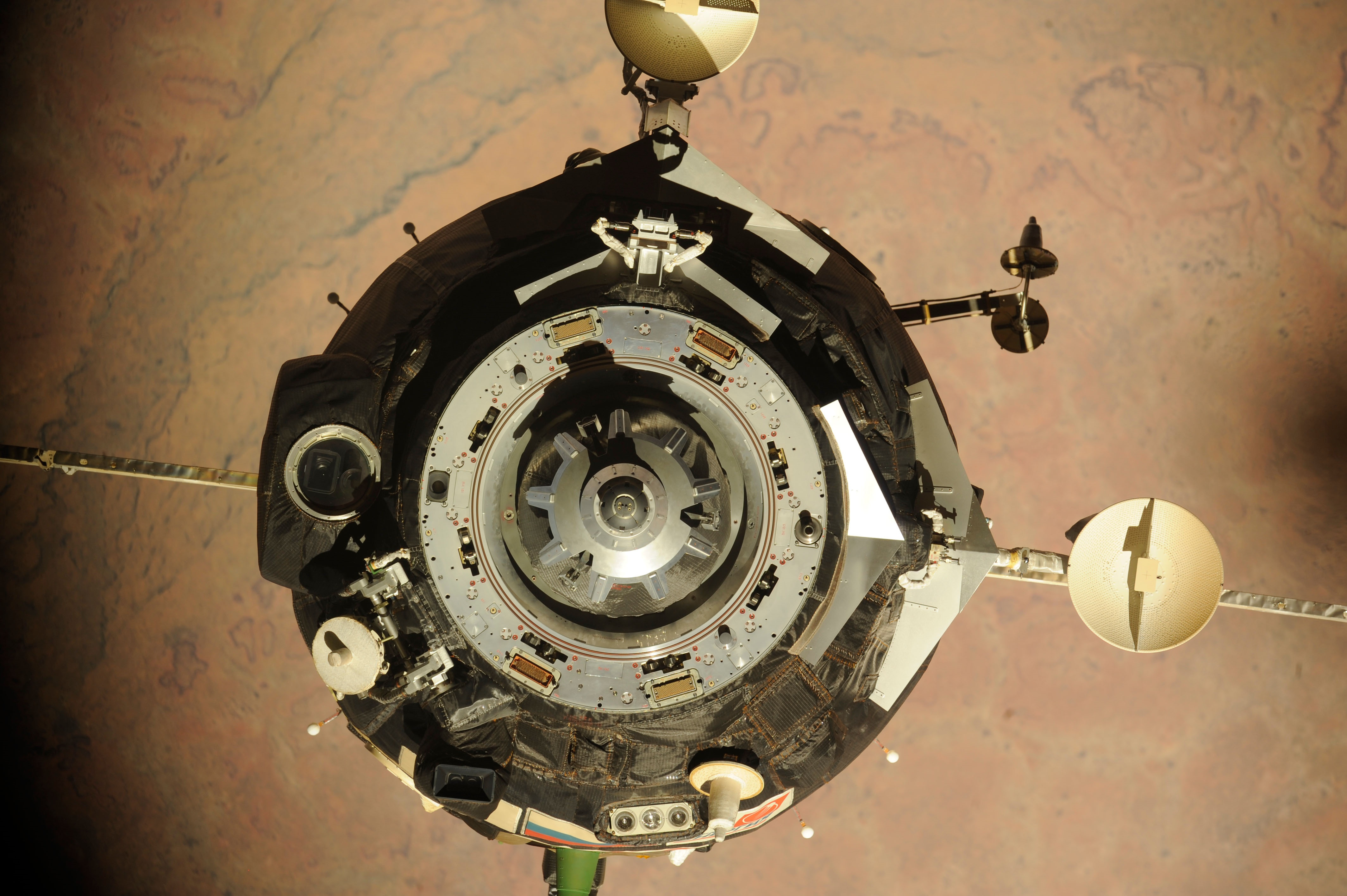
Soyouz TMA-16 pendant l’amarrage au port du module Poisk.
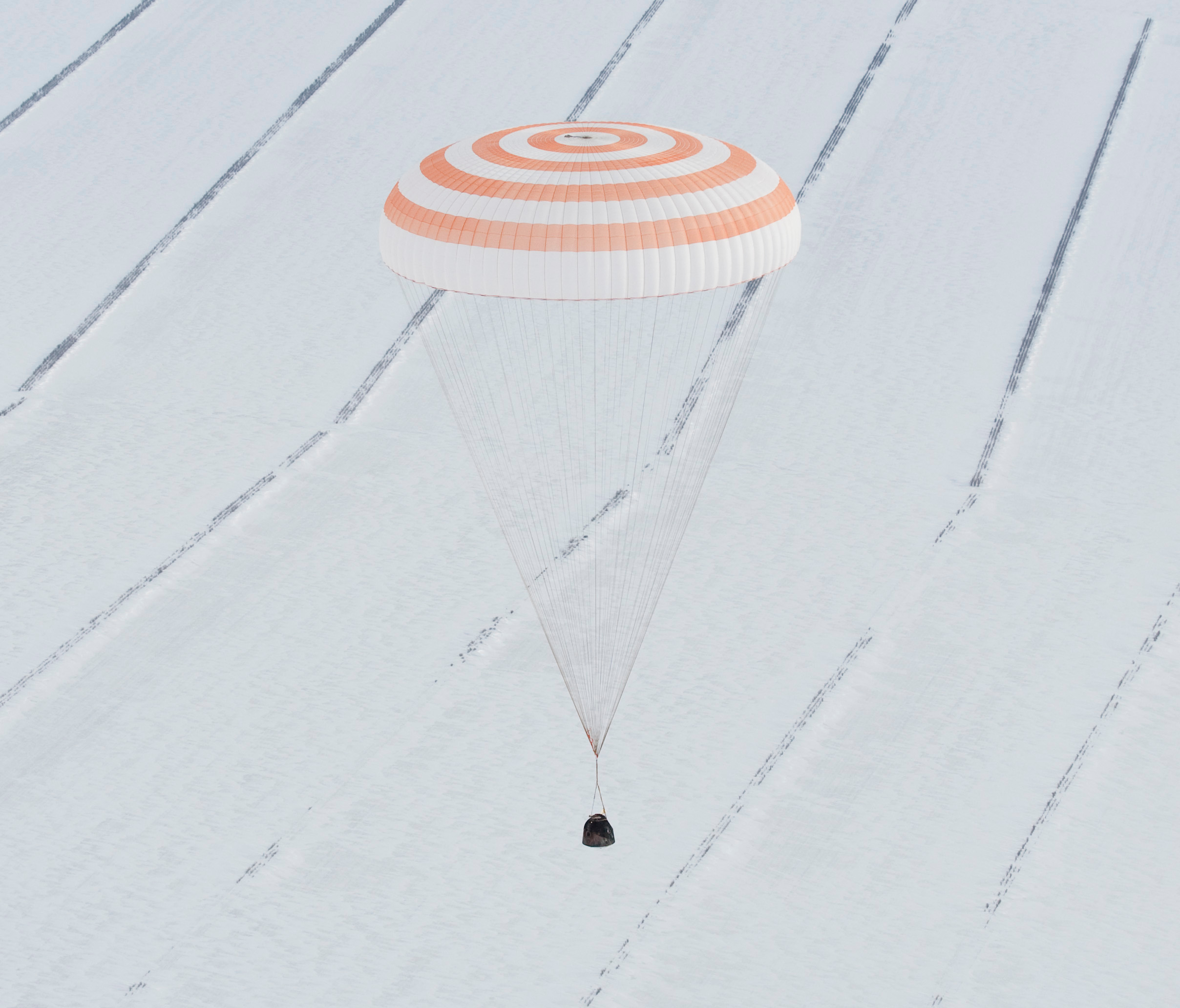
Atterrissage de Soyouz TMA-16.